# Grębów (Grande-Pologne)
Pour les articles homonymes, voir Grębów.
Grębów (prononciation : [ˈɡrɛmbuf]) est un village polonais de la gmina de Rozdrażew dans le powiat de Krotoszyn de la voïvodie de Grande-Pologne dans le centre-ouest de la Pologne.
Il se situe à environ 4 kilomètres au nord de Rozdrażew (siège de la gmina), à 16 kilomètres au nord de Krotoszyn (siège du powiat) et à 77 kilomètres au sud-est de Poznań (capitale régionale).

## Histoire
De 1815 à 1919, Grembow fait partie de l'arrondissement de Krotoschin dans la province de Posnanie.
De 1975 à 1998, le village faisait partie du territoire de la voïvodie de Kalisz.

Depuis 1999, Grębów est situé dans la voïvodie de Grande-Pologne.